# گنجشک لالا
گُنجِشک لالا (لالایی) نام یک قطعه موسیقی از ساخته‌های محمود منتظم صدیقی با شعری از مصطفی رحماندوست و خوانندگی پروشات پیروزکار است.
این اثر را از مشهورترین ترانه‌های شناخته شده پس از انقلاب سال ۱۳۵۷ ایران دانسته‌اند که از اواخر دهه ۶۰ خورشیدی، هرشب در برنامهٔ «شب بخیر کوچولو» از رادیو پخش می‌شد.

## تاریخچه
«شب بخیر کوچولو» عنوان یک برنامهٔ رادیویی ویژهٔ کودکان در اواخر دههٔ ۶۰ بود که برای تیتراژ این برنامه به «مصطفی رحماندوست» سفارش شعر داده شد. وی با توجه به زمان پخش برنامه، ۲ قطعه شعرِ لالایی سرود که در نهایت شعر لالایی «گنجشک لالا» انتخاب شد. «محمود منتظم صدیقی» پس از پایان سربازی در سال ۱۳۶۹ اولین سفارش آهنگسازی را با شعر این اثر از واحد موسیقی صدا و سیما دریافت کرد. هم‌زمان ۶ لالایی با شعرهای متفاوت به ۶ آهنگساز سفارش داده شد که در نهایت لالایی (گنجشک لالا) انتخاب و قرار بر ضبط و اجرای آن با گروه کُر گذاشته شد اما با اصرار آهنگساز، با اجرای یک خوانندهٔ کودک موافقت شد. محمود منتظم صدیقی خوانندگی این قطعه را به «پُروشات پیروزکار» خواهرزادهٔ ۸ سالهٔ خود پیشنهاد داد و پس از تمرین، سرانجام با صدای او (به همراه گروه کر در ترجیع‌بند شعر) ضبط شد و به عنوان تیتراژ برنامهٔ «شب بخیر کوچولو» برگزیده شد. این اثر همراه با برنامهٔ «شب بخیر کوچولو» ۱۵ سال هرشب از شبکه سراسری رادیو در ایران پخش می‌شد. تا آنکه در سال ۱۳۸۴ بنا بر تصمیم مدیران وقت، متوقف شد. تعطیلی این برنامه تاسف بسیاری از جمله مریم نشیبا را به دنبال داشت. مجری و قصه‌گوی این برنامه که سال‌ها از طریق شب بخیر کوچولو برای بچه‌های ایران قصه گفته بود، غمگین بود و به گفته خودش مدتی هم به بستر بیماری افتاد. از ابتدای آبان سال ۱۳۸۹ پخش این برنامه از سرگرفته شد.

## ایده شعر
رحماندوست دربارهٔ این شعر عنوان کرد که: برای برنامه شب بخیر کوچولو هفت هشت قطعه شعر سرودم و به شورای موسیقی رادیو دادم. از میان آنها دو قطعه انتخاب شد و روی آنها آهنگ گذاشتند که یکی هرگز پخش نشد که نمی‌دانم چرا و یکی همین لالایی مشهور «گنجشک لالا» ست.
او شایعات مربوط به سرودن این شعر پس از زلزله رودبار و سرودن برای تیتراژ یک برنامه تلویزیونی را رد کرد و عنوان نمود که این شعر از ابتدا فقط به عنوان لالایی تیتراژ پایانی شب بخیر کوچولو سروده شده‌است.
شایعه مرتبط کردن سرایش این شعر با زلزله رودبار این است: «سال ۱۳۶۹ بود و یک شب پس از زلزلهٔ رودبار، من به آن شهر مصیبت زده رفتم تا زلزله زدگان را از نزدیک ببینم. هم خودم آرام شوم، هم کمی به آن‌ها آرامش دهم. تاریک بود و آنچه دور و بر خود می‌دیدم ویرانی بود و ساختمان‌هایی با خاک یکسان شده. ناگهان یک صدا همه هوش و حواس مرا با خود برد و آن صدای دخترکی بود که عروسک خود را روی پا خوابانده بود و برایش می‌خواند: گنجشک لالا.. سنجاب لالا.. آمد دوباره/مهتاب لالا… لالالالایی... لالالالایی...لالالالایی... گل زود خوابید ... دخترک را در آغوشم گرفتم و اشک امانم نداد.»

## سازآرایی
سازهایی که در تنظیم این قطعه استفاده شده‌است عبارتند از: «پیانو»، «فلوت»، «ویبرافون»، «ویلنسل» و ارکستر زهی.

## نقد شعر
در ترانه‌ی مهتاب لالا، شخصیت اصلی، با شیوه‌ی شخصیت پردازی تلفیقی (کلامی تصویری)، دختر بچه معرفی شده است و شخصیت‌های فرعی، حیوانی، گیاهی و در یک مورد پدیده‌ی طبیعی غیرجاندار را شامل می‌شوند: گنجشک، سنجاب، قورباغه، گل، بیشه، جنگل، برکه و مهتاب. 
این ترانه بدون اشاره مکانی سروده شده  و در آن ایجاد حس امنیت و فضایی آرام برای به خواب‌رفتن کودک در کانون توجه است.  همچنین دارای لحن و ریتمی آرام می‌باشد.
یکی از ویژگی‌های شاخص اشعار رحماندوست، سادگی و بی‌پیرایگی زبان است. با واژگانی صمیمی و ریتمیک. استفاده از زبان خود کودک، ضمن ایجاد زمینه‌ی عاطفی و احساسی، سبب همراهی کودک تا پایان روایت می‌شود و درون‌مایه را به راحتی منتقل می‌کند؛ بدون اینکه ارشادی و آمرانه جلوه کند و باعث ایجاد مقاومت و دافعه در کودکان شود. 
کودکان، بسیاری از اسم‌های غیرمادّی را به صورت جسم تصور میکنند. مثلا خواب که حالتی فیزیولوژیکی است، آن را حادث یا جسمی می‌دانند که از جایی بر آن‌ها وارد می‌شود؛ شعر مهتاب لالا، نمونه جذابی است که مفهوم خواب را تصویرسازی کرده است. 